# Erató

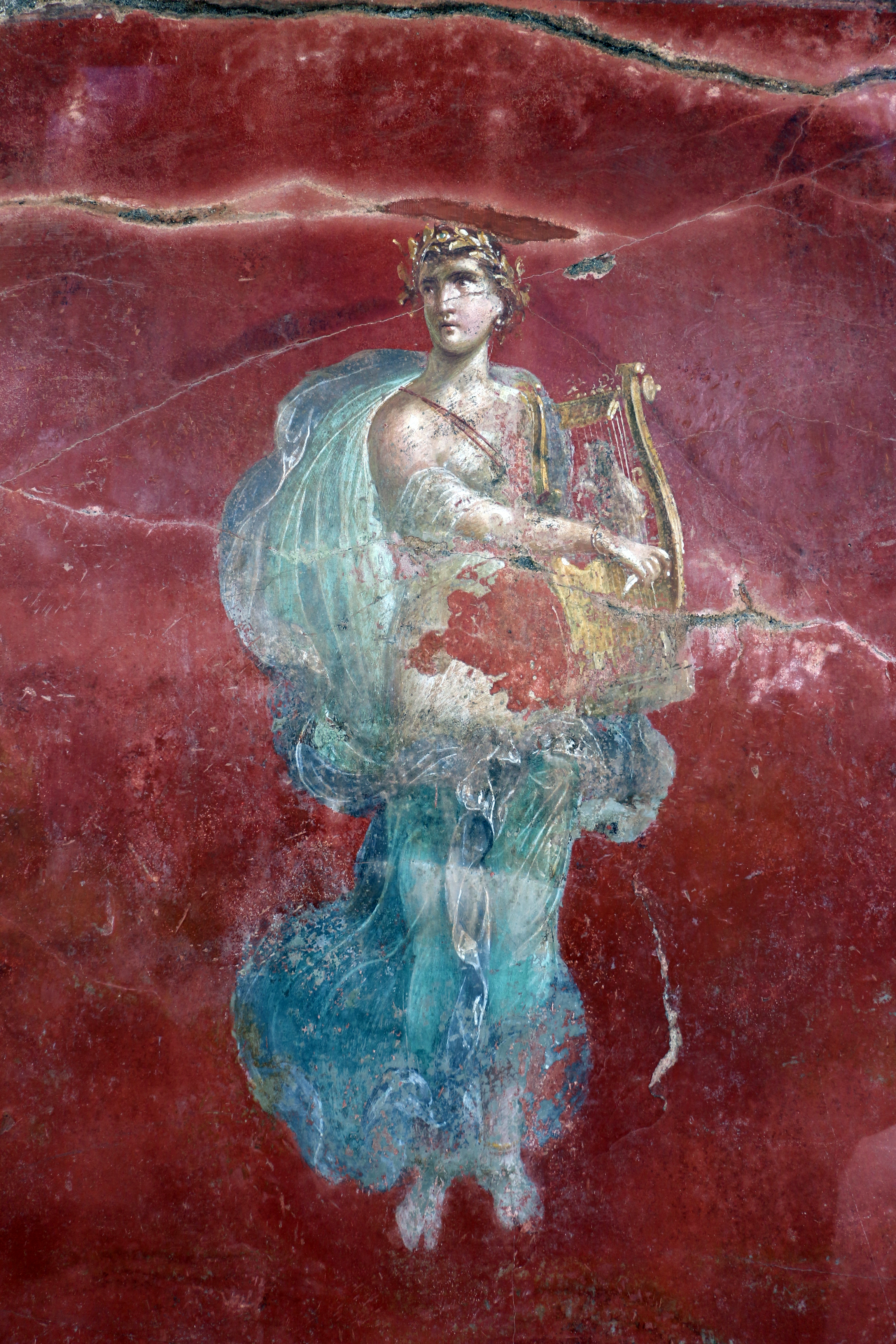
Erató en un antiguo fresco de Pompeya

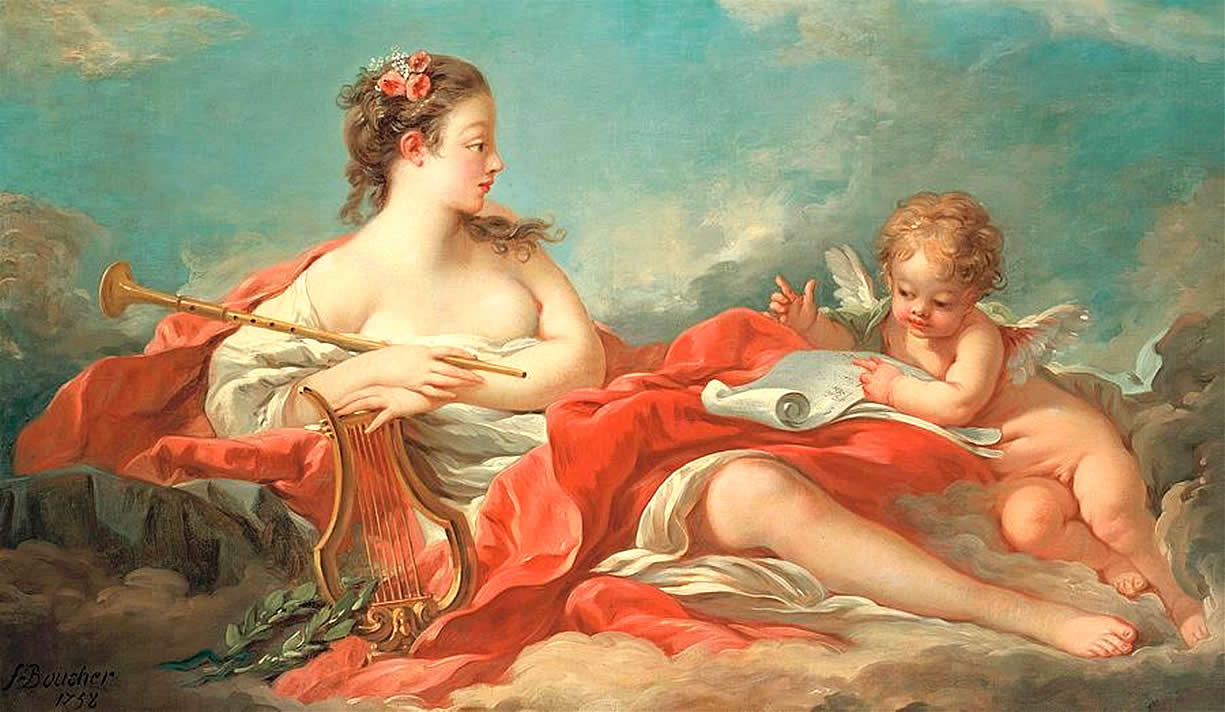
La musa Erató por François Boucher

En la mitología griega, Erató o Érato (Ερατώ / Eratṓ: «La deliciosa» o «amorosa») es la musa de la lírica coral y la amorosa. Según escribe Apolonio de Rodas en el tercer libro de las Argonáuticas, su nombre tiene la misma raíz que Eros. Érato elimina del deseo sexual los elementos incontrolados y abusivos y lo convierte en afecto y fidelidad. Érato es la inventora de los himnos, de la danza, maneja la lira y enseña geometría. Platón dicen que cuando mueren [los saltamontes] van e informan a las musas en el cielo que los honra en la tierra. Se ganan el amor de Terpsícore los bailarines y el de Erato los enamorados. Apolonio invoca a Érato para narrar la pasión entre Medea y Jasón.
Desde el Renacimiento, se la representa coronada con mirto y rosas, llevando una pequeña lira o una cítara entre sus manos, instrumento de cuerda que Hermes inventó. En otras iconografías se la representa llevando una flecha de oro, como reminiscencia del ‘eros’, ese sentimiento que ella inspira. A sus pies, generalmente hay dos tórtolas picoteando y, a veces, a su lado la acompaña el amor alado (el dios Eros) provisto de un arco, flechas, carcaj y, algunas veces, de una antorcha encendida.
Se dice que Apolo fue padre, con una de las «madres celestes (las musas)», de Lino («canto de lamento»), Himeneo («canto nupcial») y Yálemo («canción de suma tristeza»); cada uno fue hijo de una musa diferente pero sus identidades no se han conservado. Se dice que Flegias se desposó con Cleofema, hija de Malo (epónimo de Malea) y la musa Erato. Hija de ambos nació una tal Egle, indentificada con Corónide Otros dicen que de la unión de Erato con Aetlio, hijo de Endimión o Filamón, nació Támiris.
Hay que diferenciar a este personaje de la nereida Érato.